# Червяков, Владимир Иванович
Влади́мир Ива́нович Червяко́в (29 мая 1923, х. Червяков, Саратовская губерния — 23 июня 2017, Энгельс, Саратовская область) — участник Великой Отечественной войны, лётчик 48-го гвардейского отдельного разведывательного авиационного полка Главного командования Военно-воздушных сил Красной Армии. Герой Советского Союза, полковник.

## Биография
Родился 29 мая 1923 года на хуторе Червяков в семье крестьянина. В 1938 году окончил 7 классов в городе Ртищево Саратовской области. Учился в Ртищевском аэроклубе.
В Красной Армии с мая 1940 года. В 1942 году с отличием окончил ускоренный 2-годичный курс Энгельсской военно-авиационной школы, после чего оставлен в ней инструктором по теории и технике пилотирования. Затем добился направления в действующую армию. На сборном пункте в Москве он переучился на самолёт Пе-2. Участник Великой Отечественной войны с мая 1942 года. Член ВКП(б)/КПСС с 1944 года.
Сражался на Сталинградском и 3-м Украинском фронтах, с 6 ноября 1943 года — на 4-м Украинском фронте. Гвардии младший лейтенант Владимир Червяков к ноябрю 1943 года совершил 102 боевых вылета на разведку глубокого тыла противника. К этому времени он освоил 5 типов самолётов и имел 410 часов налёта.
Указом Президиума Верховного Совета СССР «О присвоении звания Героя Советского Союза офицерскому составу военно-воздушных сил Красной Армии» от 4 февраля 1944 года за «образцовое выполнение боевых заданий командования на фронте борьбы с немецкими захватчиками и проявленные при этом отвагу и геройство» удостоен звания Героя Советского Союза с вручением ордена Ленина и медали «Золотая Звезда» (№ 2849).
Последний раз отважный лётчик вылетал на боевое задание 9 мая 1945 года.
После войны продолжал службу в Военно-воздушных силах СССР. В 1957 году окончил командный факультет Краснознамённой Военно-воздушной академии и назначен заместителем командира эскадрильи тяжёлого бомбардировочного авиационного полка дальней авиации. Прошёл все командные должности до командира полка. Освоил типы самолётов: Ту-2, Ил-28, Ту-16 и другие. Общий налёт составил 3300 часов.
В марте 1965 года прибыл для дальнейшего прохождения службы в город Энгельс, где назначен на должность командира 1230-й тяжёлой бомбардировочной авиационной дивизии дальней авиации.
В 1967 году вышел в запас в звании полковника. Проживал в городе Энгельс-1 Саратовской области. Принимал участие в городских и гарнизонных мероприятиях. Участник юбилейного, 50-го, парада Победы в Москве на Красной площади в 1995 году.

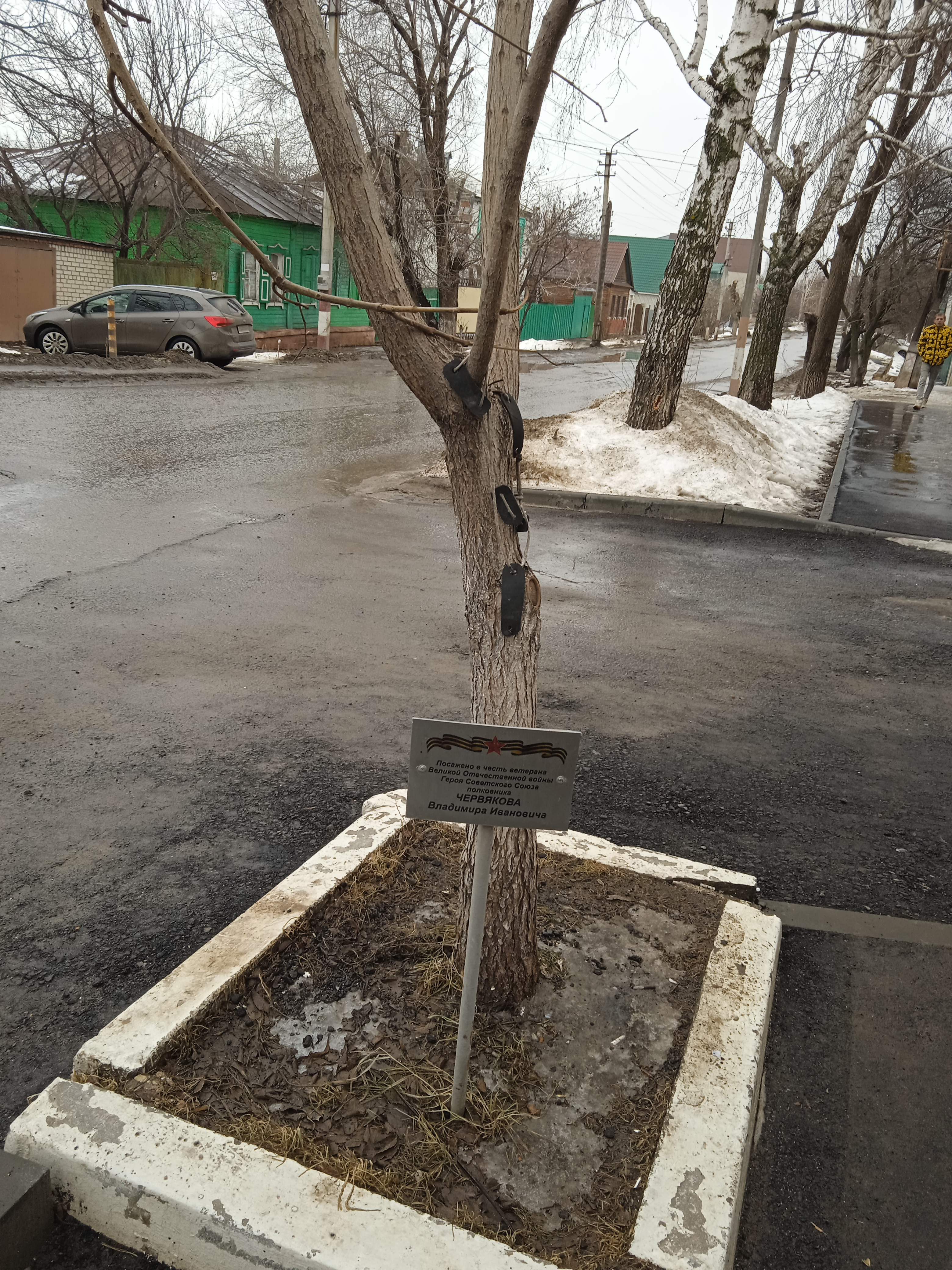
Дерево посаженное в честь Червякова Владимира Ивановича в городе Энгельс

Скончался 23 июня 2017 года.

## Награды и звания
- Награждён орденами Красного Знамени, Отечественной войны 1-й и 2-й степеней, двумя орденами Красной Звезды и медалями (в числе которых «За оборону Сталинграда»).
- Почётный гражданин города Энгельса (1997).